# Карл (герцог Гелдерна)
Карл Эгмонт Гелдернский (нидерл. Karel van Egmont; 9 ноября 1467 — 30 июня 1538) — последний герцог Гелдерна и граф Цютфена (с 1492 года). Сын Адольфа Эгмонта и Екатерины де Бурбон. Прославился как один из участников Гелдернской войны против Габсбургов.

## Биография
Карл Эгмонт рос при дворе бургундского герцога Карла Смелого, в 1473 году купившего Гелдерн у Адольфа Эгмонта.  В 1487 году попал в плен в битве при Бетюне.
Германский император Максимилиан I Габсбург, благодаря браку с дочерью Карла Смелого Марией Бургундской, получил земли Бургундского герцогства. Жители Гелдерна, недовольные его правлением, выкупили Карла Эгмонта из плена и провозгласили его своим герцогом. Его поддержал король Франции. Однако, сын Максимилиана Габсбурга — Филипп I Красивый — в 1505 году снова захватил и Гелдерн, и Карла Эгмонта. Но вскоре тому удалось бежать в Антверпен.
После смерти Филиппа Красивого Карл Эгмонт восстановил свою власть в Гелдерне в 1513 году.
Во время своей борьбы с Габсбургами Карл сначала финансово поддерживал восставших фризских крестьян и их вождя Пьера Герлофса Дониа, — но потом по совету своего фельдмаршала Маартена ван Россума перешёл на сторону их противников.
В Горинхемском договоре 1528 года император Карл V, сын Филиппа Красивого, предложил признать Карла Эгмонта правителем Гелдерна при условии, что в случае отсутствия у того сыновей Карл V станет его наследником. Однако бездетный герцог отказался подписать это соглашение. Окончательно мир между Гелдерном и Бургундией был заключен в 1536 году (соглашение в Граве).

## Семья
В 1519 году Карл Эгмонт женился на Елизавете (1494—1572), дочери Генриха I, князя Брауншвейг-Люнебурга. Потомства у них не было. Однако Карл считается отцом нескольких незаконнорождённых детей (Петер и Карл Гельдернские).